# Сучасна філософія
Сучасна філософія — це сучасний період в історії західної філософії, що розпочався на початку XX століття зі зростанням професіоналізації дисципліни та піднесенням аналітичної та континентальної філософії.
Словосполучення «сучасна філософія» є технічною термінологією у філософії, що позначає певний період в історії західної філософії (а саме філософію XX-XXI століть). Однак це словосполучення часто плутають з модерною філософією (яка відноситься до більш раннього періоду в західній філософії), постмодерною філософією (яка відноситься до критики сучасної філософії деякими філософами), а також з нетехнічним використанням цього словосполучення для позначення будь-якої нещодавньої філософської роботи.

## Аналітично-континентальний поділ

### Аналітична філософія
Аналітична філософія — у вузькому сенсі панівний напрям в англо-американській філософії XX століття, насамперед у післявоєнний період. У широкому сенсі це певний стиль філософського мислення, що припускає строгість і точність використовуваної термінології поряд з обережним ставленням до широких філософських узагальнень і спекулятивних міркувань. Респектабельність процесів аргументації в межах аналітичної філософії не менш важлива, ніж отриманий з їхньою допомогою результат. Мова формування філософських ідей виступає в аналітичній філософії не тільки як важливий засіб дослідження, але і як самостійний об'єкт вивчення. Для досягнення цих цілей вона широко використовує дослідний потенціал формальної логіки, емпіричну епістемологію, дані споріднених наук.
У певному сенсі правомірне трактування аналітичної філософії в тому, щоб розглядати її не стільки як якусь «школу», а радше як особливий інтелектуальний «рух» у межах філософської думки XX століття в ранзі специфічної метафілософської дисципліни.

#### Передумови аналітичної філософії
До теоретичних і концептуальних передумов аналітичної філософії традиційно відносять:
- сократичні індуктивні схеми;
- платонівську діалектику;
- аристотелівські аналітики, експлікативні формальні структури мислення і міркування;
- семантичні пошуки софістів і стоїків;
- логіко-семантичні відкриття Оккама і Дунса Скота;
- ідеї Френсіса Бекона про «ідолів ринку», що перешкоджають руху до істини внаслідок хаосу і безладу в мовній комунікації за різних змістів вживаних людьми словосполучень;
- концепцію утворення понять Локка;
- розуміння Юмом сфери перцептуального досвіду (як складної комбінації уявлень та ідей на основі асоціативного принципу) єдиною реальністю в контексті особливої значущості сигнальної функції слова;
- філософію мислення Декарта;
- гіпотезу про процедури концептуалізації досвіду і конструювання об'єктів наукового пізнання Канта.

#### Еволюція ідей і концепцій
Аналітична філософія акумулювала сукупність вищих досягнень класичної філософії. До реальних і справді новаторських досягнень і напрацювань в рамках аналітичної філософії, який зумовив її справжній філософський вигляд і надає їй високий професійний статус, прийнято відносити творчість ряду мислителів англо-саксонських держав.
Роботи Фреге, а також Principia Mathematica Расселла і Вайтгеда продемонстрували ефективність апарату математичної логіки для реконструкції основ математики. У розвиток цього підходу Фреге у статті «Про сенс і значення» («Сенс і денотат», 1892) поклав початок прагненням використовувати підходи математичної логіки для розв'язання власне філософських питань.
Наступний крок в еволюції ідей і концепцій аналітичної філософії, одночасно став поворотним пунктом в її історії (саме цей етап трактують як вихідний більшість її адептів) пов'язаний з творчістю Расселла і Мура.
Расселл, відстоюючи ідею про плюралістичний Всесвіт (тобто такий, коли реальність існує поза свідомістю), припустив, що інше бачення його може бути пояснене тільки початковою порочністю прийому редукції речень до суджень суб'єктно-предикативної організації. Переосмисливши референ-соціальну теорію значення Фреге, Расселл став розглядати мову як «картину», яка відображатиме атомарні факти. Він, а потім і Вітгенштейн, розробили такі типові процедури логіко-філософського аналізу: протиставлення глибинного логічного аналізу мови традиціоналістському і поверхневому, додання математичній логіці статусу універсального засобу для розв'язання багатьох філософських і наукових проблем з використанням граматичного аналізу. Мур розробив концептуальні підходи для процедур перефразування неясних висловлювань на синонімічні і більш ясні. З Мура починається поступовий перехід від аналізу математичних і логічних структур до дослідження реального
функціонування буденної мови. З середини 1930-х позитивістська програма редукції мови поступово втрачає свої позиції, тому що її обмеженість виявляється ключовими авторитетами неопозитивізму — представниками Віденського гуртка і Вітгенштейном. У 40-ві — 50-ті позитивістські методи в аналітичній філософії змінюються методами лінгвістичного дослідження, які відмовляються від використання математичної логіки і принципів емпіричного атомізму. Починаючи з цього момент, аналітична філософія знову звертається до традиційних філософських проблем і включає в поле власних інтересів засади інших течій, зближуючись з установками прагматизму, герменевтики і структуралізму. Зберігаючи критичний пафос щодо метафізики, проблеми якої повинні бути розв'язані за допомогою терапевтичних процедур лінгвістичного аналізу, аналітична філософія, водночас, відмовляється від ідеї усунення метафізичних передумов з мови філософії і науки. Уточнюючи статус і функції метафізичних міркувань, представники цього етапу аналітичної філософії дійшли висновків про те, що метафізика — не нісенітниця, вона не є інформативною дисципліною, але задає якесь специфічно-парадоксальне бачення світу («як у перший ранок його народження»), закликає до нетрадиційного погляду на світобудову, постійно динамічно генеруючи в межах цього процесу оригінальні наукові гіпотези; метафізика пронизує релігію, і мораль, психологію і релігію.
Метафізичне бачення світу організовується на таких же підставах як і решта знання людей, тому осягнення «глибинної граматики її» — зовсім не марний процес. У разі неможливості фальсифікувати ті чи інші метафізичні системи, необхідно пам'ятати про потенційну можливість їхньої взаємної конвертації в рамках науково-інтелектуальних спільнот. Етико-юридичні вишукування представників аналітичної філософії сконцентрувалися в руслі трьох домінантних парадигм:
- інтуїціонізму (Мур, В. Росс, Г. Прічард), який заперечував об'єктивну іпостась цінностей;
- емотивізму (Ч. Стівенсон та інші), що постулював наявність подвійного сенсу — дескриптивного (намір дати іншому якесь знання) і емотивного (обопільні стимули для відповідного діалогу) — в етичних судженнях і термінах;
- прескриптивізму (Р. Хеар та ін), який звертає особливу увагу на імперативну навантаженість висловлювань подібного характеру.

Роботи пізнього Вітгенштейна, П. Стросона, Квайна, М. Дамміта, Д. Девідсона та інших підкреслюють неусувну двозначність та історичність мови, яка розглядається як сукупність «мовних ігор», «схем», «парадигм», що задають множинні стандарти інтерпретації. Логічний аналіз змінюється аналізом «граматики», яка змінюється в залежності від конкретних ситуацій або «мовних ігор». Постпозитивізм і лінгвістичний аналіз відмовляються від референціальної теорії значення, розрізнення аналітичних і синтетичних суджень, трактування досвіду як чогось трансцендентного мові.

#### Аналітична філософія другої половини XX століття
Аналітична філософія другої половини XX століття активно використовує принципи лінгвістики і психології, а також багатьох течій континентальної філософії. Центральними темами стають проблеми розуміння, сенсу, комунікації, які розглядаються з різних точок зору. Таким чином, сучасна Аналітична філософія другої половини XX століття є вкрай неоднорідним явищем, яке об'єднує абсолютно різні концепції, часто представляє протилежні підходи. При цьому, незважаючи на порівняно невелику кількість загальних базових передумов, поділюваних представниками аналітчичної філософії в 1990-х, ця філософська школа (або група філософських шкіл) зберігає потужний потенціал оновлення і евристичну значимість. Прихильники аналітичної філософії в кінці XX століття знову визнали за необхідне зберігати вірність вихідним теоретичним основам даної інтелектуальної традиції (інтерес до проблем метафізичного порядку, пошук нових підходів до загальної теорії мови). З іншого боку, здійснення (наприклад, П. Хакером і Г. Бейкером) ряду
вдалих модернізацій традиціоналістських парадигм аналітичної філософії (подолання жорсткого поділу між підходом «історії ідей» і підходом «історії філософії») дало результат у визнанні продуктивності обліку історико-культурного контексту для адекватної реконструкції поглядів мислителів минулих епох. (Див. також: Позитивізм, Фреге , Бертран Расселл, Мур, Віллард Квайн, Вайтгед, Вітгенштейн).

### Континентальна філософія
Континентальна філософія — термін, що використовується для визначення однієї з двох головних «традицій» сучасної європейської філософії. Така назва використовується, щоб відрізнити цю традицію від англо-американської чи аналітичної філософії, тому що, в той час, коли відмінність було вперше відзначено (у середині двадцятого сторіччя), континентальна філософія була домінуючим стилем філософії в континентальній Європі, у той час як аналітична філософія була переважаючим стилем в англомовному світі.

### Філософські напрями
- філософія життя;
- феноменологія;
- екзистенціалізм;
- герменевтика;
- структуралізм;
- постструктуралізм і постмодернізм;
- деконструктивізм (англ.);
- французький фемінізм;
- філософія Франкфуртської школи;
- психоаналіз;
- роботи Фрідріха Ніцше;
- більшість гілок марксизму (хоча, слід зазначити, що існує аналітичний марксизм, який приписує себе до аналітичної традиції)[2].
- філософія інформації
- медіафілософія

## Східна філософія XX століття
Індійській філософії, виключаючи ранню ньяю і вайшешика, в цілому не була властива установка на емпіричне пізнання світу — розгадку «таємниць» реальності вона шукала на шляхах з'ясування природи дхарми, в цьому плані вона глибоко традиційна.
Конфуціанство в Китаї об'єктивно присвоїло релігійну функцію догматизації пізнаного, внаслідок чого філософи, отримуючи традиційну освіту й виховання, суб'єктивно, мабуть, не відчували
бажання і необхідності звертатися до природничо-наукового матеріалу.
У китайській філософській традиції саме пізнання закономірностей розвитку природи розцінювалося як втручання в природні процеси, як порушення гармонійних відносин між «дао» (шляхом) природи і «дао» людини, які, у свою чергу, є гарантією загального морального порядку Всесвіту і, отже, в суспільстві.

### Нове конфуціанство
«Нове конфуціанство» концентрується на двох основних проблемах — автономії особистості та національній самосвідомості і висвічує етико-релігійні сторони конфуціанського вчення. Своїм відродженням «нове конфуціанство» зобов'язане групі китайських філософів, які проживають у США та КНР. Для «нових конфуціанців» характерний інтерес до проблем співвідношення традиції і модернізації, відмова від некритичного сприйняття західних ідей і цінностей, визнання
непримиренних протиріч між індивідуальною свободою і суспільним благом, відстоювання необхідності трансцендентного (тобто релігійного) як кінцевого джерела цінності. Хоча «нове конфуціанство» і не стало основним напрямком філософської думки в сучасному Китаї, проте, навіть офіційні ідеологи змушені визнати його поряд з марксизмом і лібералізмом західного типу, одним з трьох напрямків китайської думки.

### Філософія Японії
Для японської культурної традиції, що з'єднала конфуціанство, синтоїзм і буддизм, сумнівна думка про те, що людина взагалі має якусь цінність поза соціумом. Процес формування ідеології нової міської еліти був для Японії аж ніяк не швидкоплинним, і філософське підґрунтя обуржуазнення японського суспільства з'явилося ще в XVII столітті у вченні про серце (сінгаку). У сінгаку та інших реформаторськи орієнтованих японських вченнях, з одного боку, зберігається вірність конфуціанському уявленню про «я» винятково в соціальних ролях і обов'язках: індивід залишається осередком потенційних можливостей доти, доки вони реалізуються в соціумі, а успіх людини залежить від ступеня повноти виконання певної соціальної ролі, з іншого боку, в цих вченнях підтримується синтоїстська і дзен-буддистська установка на єдність людини з природою.

### Філософія Об'єднання
Філософія Об'єднання (англ. Unification Thought) — це філософська система, розроблена в Кореї на основі вчень Муна Сон Мьона. Систематизацією та розвитком цієї філософії у другій половині 20-го століття активно займався доктор Лі Сан Хон, який виклав її основні принципи у численних працях. Ця філософія прагне запропонувати всеосяжне світорозуміння, що охоплює питання походження буття, сенсу людського життя та ідеального суспільства, відходячи від суто матеріалістичних або редукціоністських підходів.
В основі цієї філософії лежить Теорія Первісного образу, яка постулює існування Бога як Первісної Істоти, що володіє дуальними властивостями — внутрішньою природою (сонсан) та зовнішньою формою (хьонсан), а також чоловічими (янсон) та жіночими (имсон) характеристиками. Серце (Шімджон) визначається як центральна емоційна властивість Бога, що спонукає до творчості та любові. Створення Всесвіту розглядається як прояв цього Серця та Божого Логосу, що передбачає розвиток буття через принцип "дії віддавання та приймання" (англ. give-and-take action). Ця взаємодія є рушійною силою всього існування, від мікрокосмосу до макрокосмосу, і веде до формування "чотирьохпозиційної основи" — ідеальної структури взаємозв'язку.
Також включає Теорію історії, яка інтерпретує історичний розвиток як рух до здійснення Божого ідеалу, що був спотворений через гріхопадіння. Вона активно протистоїть історичному матеріалізму та комуністичній ідеології, підкреслюючи роль духовних цінностей, сім'ї та моральності в побудові ідеального світу. Її метою є не лише пояснення дійсності, а й надання практичних засад для вирішення глобальних проблем, таких як конфлікти, нерівність та роз'єднання, пропонуючи бачення єдиного світу, де люди живуть у гармонії, орієнтуючись на принципи любові та взаємної співпраці.